# Pandanus caudatus
Pandanus caudatus är en enhjärtbladig växtart som beskrevs av Elmer Drew Merrill. Pandanus caudatus ingår i släktet Pandanus och familjen Pandanaceae. Inga underarter finns listade.